# Gambusia monticola
Gambusia monticola är en fiskart som beskrevs av Rivas, 1971. Gambusia monticola ingår i släktet Gambusia och familjen Poeciliidae. Inga underarter finns listade i Catalogue of Life.